# 侯言
侯言（9世纪—10世纪），唐朝末年军阀宣武军节度使朱全忠大将。
乾宁三年（896年）三月，河东节度使李克用攻打朱全忠的盟友魏博节度使罗弘信，侯言屯洹水扎营，李克用军数次求战，侯言不敢出，朱全忠怒，用葛从周取代他。
光化元年（900年）十月，李克用派衙内都将李嗣昭率步骑三万救援义武军节度使王郜，李嗣昭攻下怀州，河阳留后侯言措手不及，狼狈失据，但李嗣昭未能攻下治所孟州，仅坏其羊马城，随即被佑国军将阎宝击退。
天復元年（901年）正月，朱全忠派张存敬、侯言等讨伐李克用女婿河中节度使王珂，给他们一根大绳子，说：“王珂驽钝，仗着河东为后台，骄恣放纵。我现在要断长蛇之腰，诸君为我用一根绳子绑缚他。”朱全忠攻克晋州、绛州后，遣侯言守晋州，何絪守绛州，屯兵二万以阻断河东援兵来路。王珂被迫投降。三月，朱全忠发兵攻李克用，命权知晋州侯言以慈、隰、晋、绛兵从阴地出兵。河东都将盖璋拜见侯言投降，奉令权知沁州。因雨季，此次进攻无果。
此后没有侯言的记载。